# Corpul Woronin
Corpul Woronin (Corpul Voronin) sau corpuscul Woronin (corpuscul Voronin) este un corpuscul granular rotund cu diametru de 0,1 μm, limitat de o membrană dublă, care se găsește lângă porul central al septurilor din hifele fungilor filamentoși Ascomycota și care are un rol de protecție, blocând porul central dacă hifa este lezată. Este denumit după micologul rus Mikhail Stepanovich Woronin.
Hifele ciupercilor Ascomycetes, Basidiomycetes și ciupercilor mitosporice au frecvent septuri care divid hifele în compartimente. Septurile sunt, de obicei, perforate. Septurile ciupercilor Ascomycetes și ciupercilor mitosporice au de obicei un por central unic, uneori, suficient de mare pentru a permite trecerea nucleelor și a fluxului protoplasmic între celule. În peste 50 de specii au fost observate în citoplasmă în apropiere de porul central, una sau mai multe organite cristaline fixate de membrană, numite corpii Woronin, cu un diametru 0,1 microni. În cazul în care compartimentul hifal este deteriorat și protoplasma se scurge afară, corpul Woronin din celula adiacentă se deplasează spre sept și blochează porul, oprind scurgerea protoplasmei. 